# Brandon Thomas (acteur)
Pour les articles homonymes, voir Brandon Thomas et Thomas.

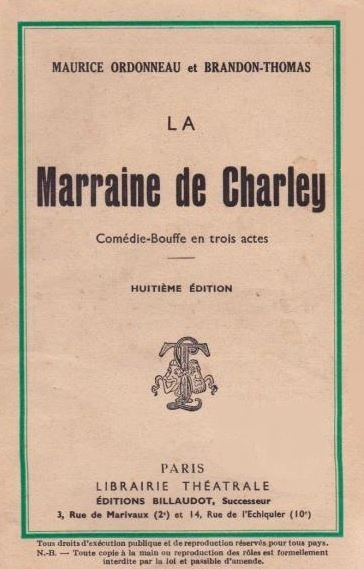
La Marraine de Charley de Brandon Thomas.

Brandon Thomas (24 décembre 1848 - 19 juin 1914) est un acteur, dramaturge et auteur de chansons britannique. Il est surtout connu pour sa pièce de théâtre à succès Charley's Aunt (La Marraine de Charley).

## Biographie
Né à Liverpool dans une famille sans liens avec le théâtre, il travaille dans le commerce et est occasionnellement journaliste, avant de devenir acteur. Il enchaîne des petits rôles. Il écrit une douzaine de pièces, et rencontre le succès avec Charley's Aunt (La Marraine de Charley), qui sera portée à plusieurs reprises au cinéma. Il poursuit sa carrière d'acteur, jouant occasionnellement des rôles dramatiques.

## Adaptations au cinéma et à la télévision
- 1926 : Charley's Aunt (Charleys tant) par Elis Ellis
- 1935 : La Marraine de Charley par Pierre Colombier
- 1941 : La Marraine de Charley par Archie Mayo
- 1959 : La Marraine de Charley par Pierre Chevalier
- Bonjour, je suis votre tante !, téléfilm soviétique sorti en 1975